# Paloma Faith
Paloma Faith (ur. 21 lipca 1981 w Londynie) – brytyjska wokalistka, autorka tekstów i aktorka. 
W 2009 zadebiutowała singlem „Stone Cold Sober”, napisanym przez wokalistkę wraz z Patrickiem Byrne’em oraz Blairem MacKichanem, a następnie wydała album Do You Want the Truth or Something Beautiful?, który uzyskał status platynowej płyty na rynku brytyjskim. Debiutanckie wydawnictwo utrzymywało się na liście TOP40 Albums ponad 40 tygodni.
11 grudnia 2014 Paloma Faith wystąpiła na rozdaniu nagród BBC Music Awards w Earls Court Exhibition Centre w Londynie, prezentując utwór „Only Love Can Hurt Like This” z albumu A Perfect Contradiction oraz wykonywany z duetem Sigma utwór „Changing”.

## Dyskografia
- 2009: Do You Want the Truth or Something Beautiful?
- 2012: Fall to Grace
- 2014: A Perfect Contradiction
- 2017: The Architect
- 2020: Infinite Things